# Donji Desinec
 Donji Desinec  falu Horvátországban Zágráb megyében. Közigazgatásilag Jasztrebarszkához tartozik.

## Fekvése
Zágrábtól 26 km-re délnyugatra, községközpontjától 4 km-re keletre a Zágráb–Fiume-vasútvonal és az A1-es autópálya mellett fekszik.

## Története
1857-ben 325, 1910-ben 511 lakosa volt. Trianon előtt Zágráb vármegye Jaskai járásához tartozott. 2001-ben 844  lakosa volt. 

## Lakosság
| Lakosság változása | Lakosság változása | Lakosság változása | Lakosság változása | Lakosság változása | Lakosság változása | Lakosság változása | Lakosság változása | Lakosság változása | Lakosság változása | Lakosság változása | Lakosság változása | Lakosság változása | Lakosság változása | Lakosság változása |
| ------------------ | ------------------ | ------------------ | ------------------ | ------------------ | ------------------ | ------------------ | ------------------ | ------------------ | ------------------ | ------------------ | ------------------ | ------------------ | ------------------ | ------------------ |
| 1857               | 1869               | 1880               | 1890               | 1900               | 1910               | 1921               | 1931               | 1948               | 1953               | 1961               | 1971               | 1981               | 1991               | 2001               |
| 325                | 360                | 426                | 454                | 511                | 511                | 544                | 631                | 746                | 766                | 816                | 833                | 854                | 845                | 844                |

## Külső hivatkozások
Jasztrebaszka város hivatalos oldala